# Pierwszy milion (film)
Pierwszy milion – polski film fabularny w reżyserii Waldemara Dzikiego, wyprodukowany w roku 2000. Plenery: Warszawa, Łódź, Paryż.

## Twórcy filmu
- Reżyseria: Waldemar Dziki
- Scenariusz: Marek Miller, Waldemar Dziki
- Zdjęcia: Jarosław Żamojda
- Scenografia: Jacek Bretsznajder
- Montaż: Marek Denys
- Muzyka: Grzegorz Daroń

## Obsada
- Przemysław Sadowski – Jacek Berger-Kurczewski "Kurtz"
- Szymon Bobrowski – Tomasz Frycz "Frik"
- Aleksandr Siemczew – Fred Oleś "Piki" (głosu użyczył Wojciech Malajkat)
- Agnieszka Warchulska – Dominika Lewicka
- Andrzej Niemirski – człowiek Kajzara skupujący obligacje
- Jarosław Gajewski – Henryk Kajzer
- Agnieszka Włodarczyk – piękna blondynka
- Bartosz Żukowski - Witold Hoffman
- Ryszard Chlebuś
- Ryszard Radwański
- Zbigniew Zamachowski
- Olaf Lubaszenko – ksiądz
- Artur Żmijewski – "Likwidator"
- Mirosław Zbrojewicz – "Morda", człowiek Kajzara
- Jan Wieczorkowski – "Pistol"
- Joanna Pierzak – Pynia
- Andrzej Mastalerz – spec od komputerów
- Aleksander Mikołajczak – robotnik sprzedający Frikowi akcje
- Sławomir Holland – Czesław